# 塞蘭坡

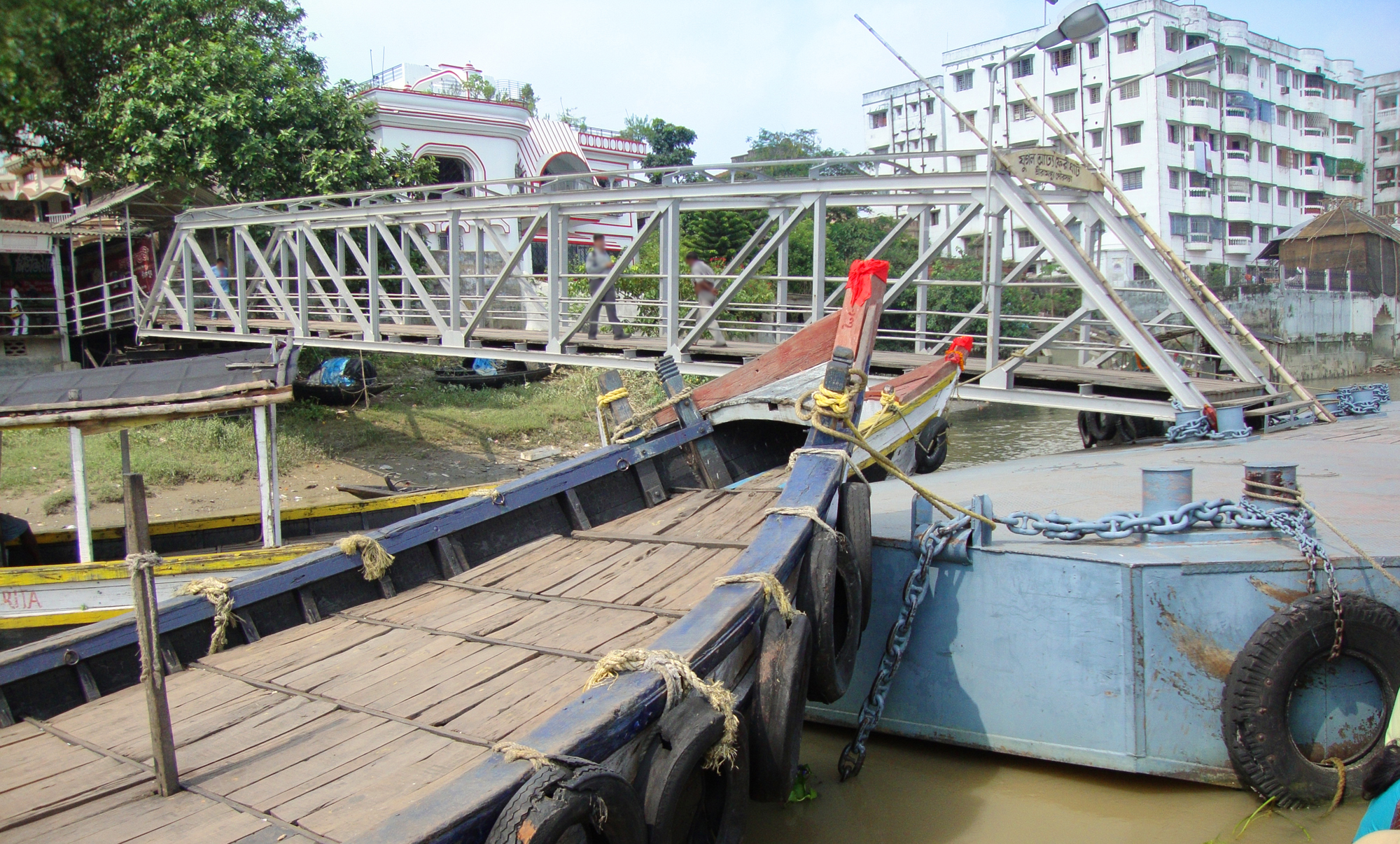
Serampore ferry wharf

塞蘭坡（Serampore）是印度西孟加拉邦的一座城市，现在属于加尔各答都会区的一部分。 它位于胡格利河右岸，平均海拔17（56英尺）。
从1755年到1845年，塞蘭坡曾经是丹麦殖民地。19世纪初，塞蘭坡不敌附近的英国殖民地加尔各答，商业逐渐衰落。到1815年仅有1艘欧洲船只停靠港口。1845年10月11日，丹麦总督 Pater Hansen以120万卢比的价格将殖民地出售给英国人，并恢复了孟加拉名字。1854年，铺设从豪拉到布德旺的铁路，塞蘭坡演变为一个黄麻工业城市。随着工人移民的到来，塞兰坡人口从1872年的24440人增加到1901年的44451人。他们居住在恶臭拥挤的贫民窟。1947年后，塞兰坡成为加尔各答的一个卫星城，是豪拉地区最发达的城市之一。
在19世纪初，有威廉·克理等4位英国传教士来到塞蘭坡。他们在传教活动之外，还献身于医疗、教育和社会改革事业，他们在1818年开办的塞兰坡学院，是亚洲第一个授予学位的大学。 
截至2001年，塞兰坡的人口为197,955，平均识字率77%，高于全国平均水平59.5%。